# Michele Lamaro
Michele Lamaro (* 3. června 1998, Řím) je ragbista hrající za italský klub Benneton hrající United Rugby Championship a za italskou reprezentaci. V obou případech je kapitánem. Jeho nejpreferovanější pozice jsou rváček a vazač. S Bennetonem vyhrál v roce 2021 Pro14 Rainbow Cup. 
V zápase Six Nations 2022 proti Walesu jako kapitán pomohl Itálii po 36 prohrách v Poháru 6 národů připsat si vítězství. Na Six Nations 2024 byl zvolen do nejlepší sestavy, byl pokaždé v základní sestavě Itálie, nebyl ani jednou střídán a jako kapitán dovedl svou zemi k nejlepšímu výsledku na Six Nations v její historii (2 vítězství a 1 remíza). Zúčastnil se MS 2023. 
Jeho otec se zúčastnil LOH v roce 1984 a 1988 v jachtingu.